# Moyen irlandais
Le moyen irlandais est un stade de la langue irlandaise parlé du Xe au XVIe siècle. Cette langue est donc contemporaine du moyen anglais. Les langues gaéliques modernes que sont l'irlandais, le gaélique écossais et le mannois descendent toutes du moyen irlandais.
À son apogée, le moyen irlandais était parlé à travers toute l'Irlande et l'Écosse, du Munster jusqu'à l'île d'Inchcolm, en mer du Nord. Cet état géographique fait du moyen irlandais la langue insulaire la plus répandue avant la fin du XIIe siècle, date à laquelle le moyen anglais fut introduit en Irlande et dans de nombreuses régions celtiques du nord et de l'ouest de la Bretagne.
Peu de langues médiévales européennes peuvent rivaliser avec le moyen irlandais en termes de production littéraire. La raison de cette survie est due à la ténacité de quelques antiquaires irlandais, mais le volume absolu de sagas, annales, hagiographies, etc. qui ont été conservés montrent la confiance que les pratiquants du gaélique médiéval mettaient dans leur propre langue. Tous les écrits d'Irlande, pratiquement, ont survécu, beaucoup moins en Écosse ou sur l'île de Man. En Écosse, la continentalisation de la monarchie et l'anglicisation de l'élite écossaise à la fin du Moyen Âge ont causé la perte de la plupart des manuscrits en gaélique. Thomas Owen Clancy a récemment essayé de prouver que le Lebor Bretnach, aussi nommé le Nennius irlandais, a été écrit en Écosse, et possiblement au monastère d'Abernethy, bien que ce texte n'ait survécu que grâce à des textes conservés en Irlande. 
Une forme dérivée du moyen irlandais, le gaélique classique était employé dans la littérature irlandaise jusqu'au XVIIe siècle et en Écosse jusqu'au XVIIIe ; les ethnologues donnent à cette langue écrite le nom de gaélique hiberno-écossais.